# Pcháč rolní

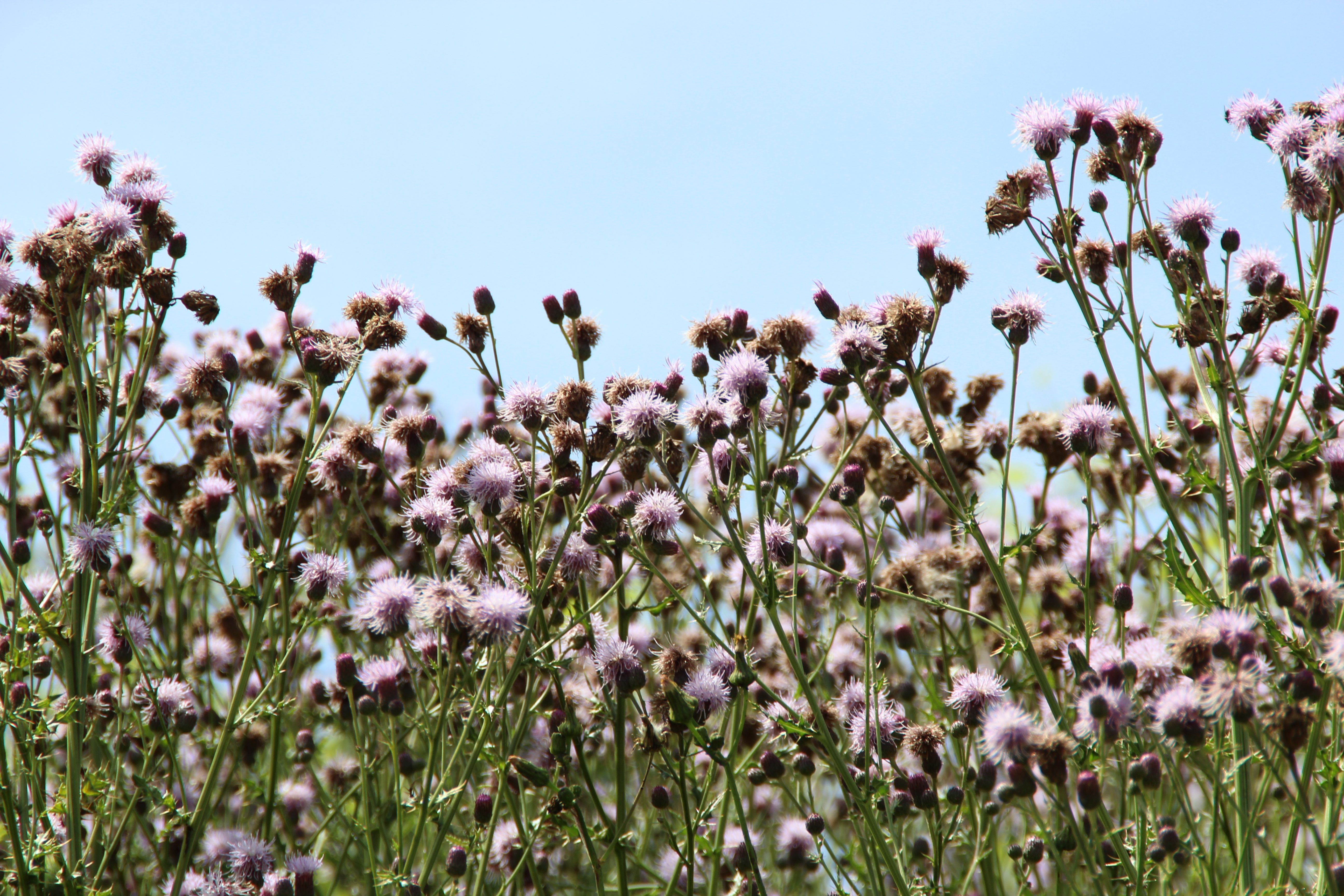
Kolonie pcháče rolního

Pcháč rolní (Cirsium arvense), známý též jako pcháč oset, je vytrvalá, dvoudomá, ostnitá rostlina kvetoucí v létě růžově fialovými květy sestavenými do mnoha úborů a je v mnoha zemích považována za jeden z nejnebezpečnějších a velmi obtížně likvidovatelných plevelů. V české krajině není původní druh, ale archeofyt se silně invazním chováním.

## Výskyt
Centrum původu pcháče rolního není zcela jasné, pravděpodobně pochází z jihovýchodní Evropy z oblastí okolo Středozemního moře, odkud se v 16. století kontaminaci osiva rozšířil po celé Evropě, západní Asii a severní Africe. V 17. století se dostal do Severní Ameriky, kde nyní roste hlavně mezi 37° a 59° severní zeměpisné šířky, o málo později do mírného pásma Jižní Ameriky, Austrálie i na Nový Zéland.
V ČR je rostlinou hojnou po celém území, roste hlavně v termofytiku a mezofytiku, méně častěji v oreofytiku. Vyskytuje se od planárního po montánní stupeň, vzácně i výše, nejvýše byl zaznamenán v Krkonoších na Luční hoře a v Hrubém Jeseníku na Pradědu ve výškách okolo 1500 m n. m.

## Ekologie
Pcháč rolní patří mezi významné plevele, je řazen mezi deset hlavních plevelů světa, má vysoké nároky na odběr živin i vody, zastiňuje kulturní rostliny a jeho kořeny vylučují alelopatické látky, které působí inhibičně na pěstované plodiny a jiné plevele. Roste na čerstvě vlhkých až sušších půdách různých struktur, včetně kyselých s hodnotami pH mezi 3 a 4, stejně jako na mírně zasolených. Vyskytuje se na polích, kde roste téměř ve všech zemědělských kulturách, hlavně v obilovinách, okopaninách, v zahradách, na vlhčích pastvinách, loukách i opuštěné zemědělské půdě, na pasekách, kamenitých stráních, podél cest a na různých náspech. Preferuje půdy vápnité, hluboké a hlinité, dokáže však růst i na místech velmi suchých, neboť jeho kořeny sahají až do hloubky dvou i více metrů a obvykle tam dokáží získat vodu.
Až do podorniční vrstvy sahá rozvětvený, několikapatrový systém vodorovných i svislých kořenů s velkým počtem adventivních pupenů, nejhojnější bývá do hloubky asi 35 cm. Postranní kořeny často až hlízovitě tloustnou a jsou zásobárnou živin, jejichž množství v nich silně klesá v době květů a plodů a obnovuje se zase na podzim. Na těchto postranních kořenech a horní části hlavního kořene průběžně vzniká, i v zimě pod zmrzlou půdou, mnoho pupenů a z nich rostlina na jaře vytváří celé kolonie.
Mladé výhonky z jara vyrážejí na povrch, vytvoří listovou růžici a květonosnou lodyhu a na podzim odumírají až do hloubky, kde přirůstají ke kořenu. Nepoškozené kořeny během několika let vymírají a přestávají vytvářet nové výhonky a rostlina na tomto místě hyne. Naopak orba rostlinu podporuje, neboť kořeny se spícími pupeny jsou roznášeny po poli a vznikají tak rostliny nové.
Semeno klíčící na podzim vytvoří malou listovou růžici, která sice přes zimu odumírá, ale předem vytvoří kořen a na jaře z něj vyroste nová růžice a květonosná lodyha. Semeno vyklíčené až na jaře většinou vytvoří jen růžici listů, která obvykle uschne. Většina mladých růžic vyrašených na jaře není ze semen, ale je tvořena novými výhonky z kořenů. Jedná rostlina dokáže během dvou vegetačních sezón kolonizovat plochu o průměru dvou metrů. Ze semen vyrostlé exempláře jsou na obdělávaných půdách poměrně vzácné, neboť semenáče bývají zničeny při jarním nebo podzimním zpracováváním půdy. Ploidie druhu je 2n = 34.

## Popis
Vytrvalá, dvoudomá, ostnatá bylina s přímou lodyhou 50 až 120 cm vysokou, rostoucí z přibližně 2 m dlouhého a široce do stran rozprostřeného kořene. Lodyha je tuhá, v horní části silně rozvětvená a někdy je dolní půli přerušovaně nebo souvisle ostnitě křídlatá. Je po celé délce olistěná, lysá nebo pavučinatá a zelená či hnědofialově naběhlá. Listy v přízemní růžici jsou zúžené v řapík, vejčitě obkopinaté, celistvé nebo peřenolaločné a záhy zasychají. Střídavé lodyžní listy bez palistů přisedající zúženou srdčitou bázi jsou velmi variabilní, mohou být vejčitě kopinaté až podlouhlé, po obvodě bývají celokrajné nebo mělce vykrajované či peřenolaločné až peřenosečné, někdy mívají okraj zkadeřený a slabě až silně ostnitý a na spodu jsou vlnaté nebo lysé.
Na konci lodyhy a jejich větví vyrůstají jednotlivě úbory, celkově jich bývá 10 až 30 a vytvářejí bohatou chocholičnatou latu. Samičí rostlina má úbory menší, bývají široké 14 až 20 mm a obsahují 100 až 140 květů, u samčí rostliny jsou široké až 30 mm a mívají 90 až 130 květů; obvykle bývá větší počet rostlin samičích. Květy mají redukovaný kalich a jsou zpravidla funkčně samčí nebo samičí, samčí ale občas vytvoří několik životaschopných nažek, které jsou drobnější a hůře klíčí. Růžově fialové trubkovité koruny květů jsou rozeklané až k bázi v čárkovité cípy. Samičí květy s korunou dlouhou asi 15 mm silně voní po medu nebo vanilce a mají tyčinky se zakrnělými prašníky o málo kratší než koruna a pestíky s rozevřenými rameny blizen. Samčí květy s korunou dlouhou asi 20 mm voní po medu pouze slabě, tyčinky s vyvinutými prašníky s trikolporátním pylem jsou o málo delší než koruna a pestík má v době kvetení ramena blizen k sobě přitlačená. Zákrov úborů je podlouhle vejčitý až válcovitý, nafialovělý, pavučinatý a lepkavý, asi 1,5 cm dlouhý a samičí se za plodů prodlužuje na délku 2 cm. Zákrovní listeny jsou nahoře fialově naběhlé, vnější jsou zakončené vně zakřiveným měkkým, bělavým ostnem, střední a vnitřní jsou širší a směrem do středu i delší a mají vně zahnutou špičku nebo osten. Rostliny kvetou v červnu až září, produkují nektar a jsou opylovány hmyzem, hlavně včelami.
Plod je béžová, zelenavá, světle žlutá až světle hnědá či tmavě hnědá nažka dlouhá 3 až 4 mm a široká 1 mm. Je hladká, zploštělá, zahnutá nebo přímá a zakončená valem s hrbolkem uprostřed. Chmýr má pérovitě větvený (rozlišovací znak od bodláků, které mají chmýr nevětvený), zpočátku špinavě bílý a později nažloutlý, u nažek ze samičích rostlin bývá dlouhý 2 až 2,5 cm a ze samčích jen 1 až 1,5 cm.

## Rozmnožování
Rostlina se může rozmnožovat vegetativně nebo generativně, vegetativní rozmnožování silně převládá na obdělávané půdě. Přerušování kořenů a jejich výběžků způsobuje řízkování rostliny a vyvolává aktivaci dosud spících pupenů, ze kterých vyrůstají noví jedinci s vysokou konkurenční schopností. Jarní čerstvé lodyhy se rychle prosazují i v hustě setých plodinách, jako jsou obiloviny, luštěniny i ozimá řepka, nejvíce však poškozují širokořádkové plodiny s malou schopností jim konkurovat, jako brambory, řepa, zelenina, kukuřice.
Při generativním rozmnožování je důležité množství vyprodukovaných semen, jejich klíčivost, dormance, délka životnosti v půdě a způsob šíření. V samičím úboru pcháče rolního se vytváří pouze okolo 80 nažek a z nich je mnoho parazitováno nebo nedozraje, počet živých nažek v úborech tak obecně bývá jen 10 až 15 %. Nažky se šíří především areochorně větrem až na vzdálenost 3 km. Šíří se i vodou, ve které vydrží po několik dnů bez újmy na klíčivosti. Dochází také k zoochornímu šíření. Chmýří se lepí se na srst zvířat i oblečení a boty lidí, semena roznášejí též ptáci živící se jimi nebo hlodavci ukládající si je do zimní zásoby, stejně jako mravenci zanášející je pro obsah tuku a bílkovin do mravenišť. Semena prošlá zažívacím traktem dobytka také neztrácejí klíčivost.
V půdě si zachovávají klíčivost běžně 6 a ojediněle až 20 roků, část se jich dostává i mezi semena sklizených plodin. Dobře klíči již na podzim ihned po dozrání, hlavně při teplotách přes 20 °C a z povrchu nebo hloubky do 2 cm, u nižších teplot klíčí nepravidelně, pomalu a z hloubky nad 5 cm nevyklíčí vůbec. Pro rozšíření druhu na zcela nové místo je důležité, aby se tam dostaly samčí i samičí rostliny.

## Význam
Pcháč rolní je velmi rozšířený obtížný plevel rostoucí v jednoletých i víceletých obilovinách i okopaninách, na vinicích, chmelnicích i zelinářských zahradách. Obzvláště silně se rozrůstá v jarních obilovinách a okopaninách sázených do nesprávně ošetřované půdy a při nedodržování pravidel o střídání plodin a nepoužívání herbicidů.
Mělké zpracování půdy poškozuje pouze svrchní část kořenového systému, což vyvolává velmi silnou regeneraci vedoucí k rychlému přemnožení. Snaha o jeho mechanickou likvidaci nebývá úspěšná ani při hluboké orbě, jeho mohutné, do hloubky sahající kořeny nelze mechanicky zcela zničit, ze spících pupenů na úlomcích roztrhaných kořenů vždy vyraší noví jedinci. Slabina pcháče rolního však spočívá v tom, že sice velmi silně odnožuje pokud jsou poškozovány kořeny, ale jakmile toto ustane a půda ulehne, v několika létech rostlina uhyne.
K jeho chemické likvidaci se obvykle používá, s ohledem na okolní kultury, systémově působící růstový herbicid. Aplikuje se ve fázi, kdy má listová růžice dva až tři listy, herbicid je listy jímán a následně proniká do kořenů které ničí. Chybné použití herbicidu v ranější růstové fází nebo ve slabší koncentraci se v mnoha případech projeví následným hromadným rašením nových výhonů.

## Galerie

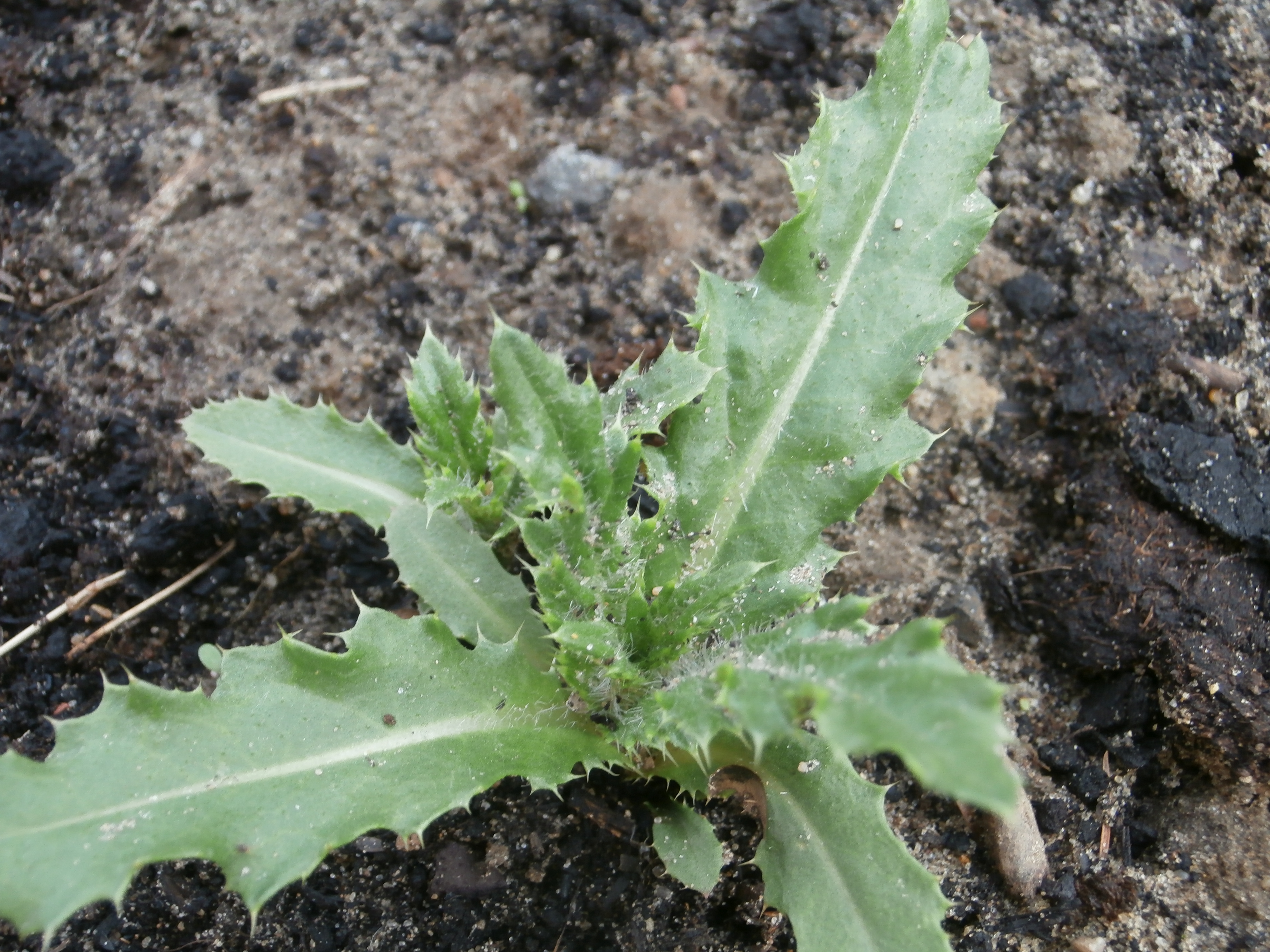
Listová růžice
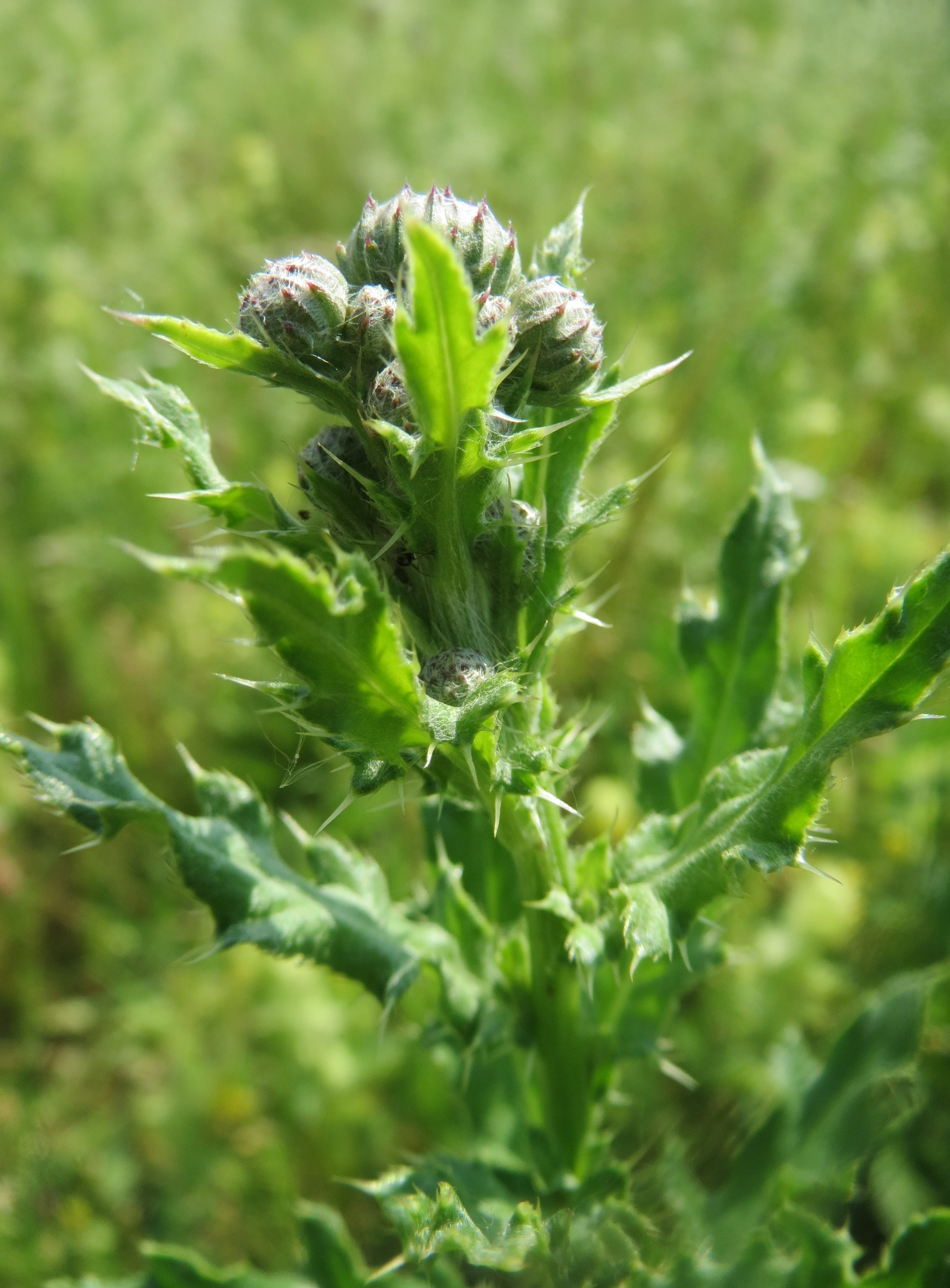
Mladá rostlina
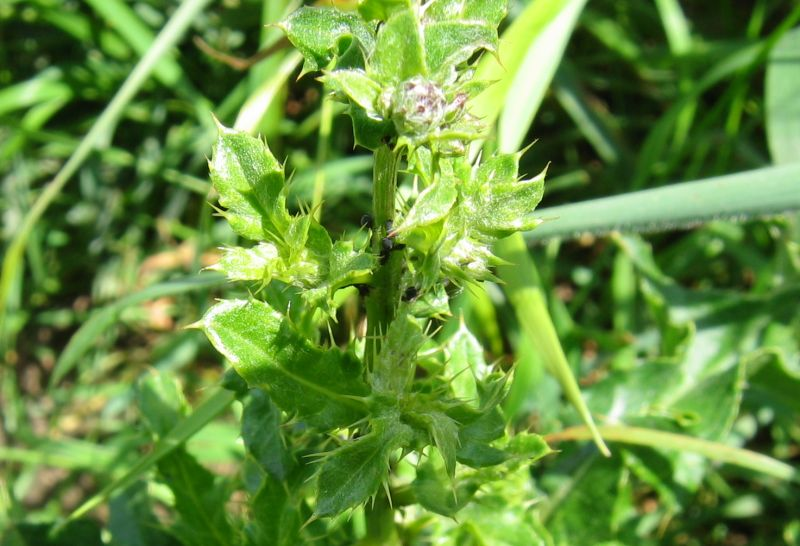
Úbory před květem
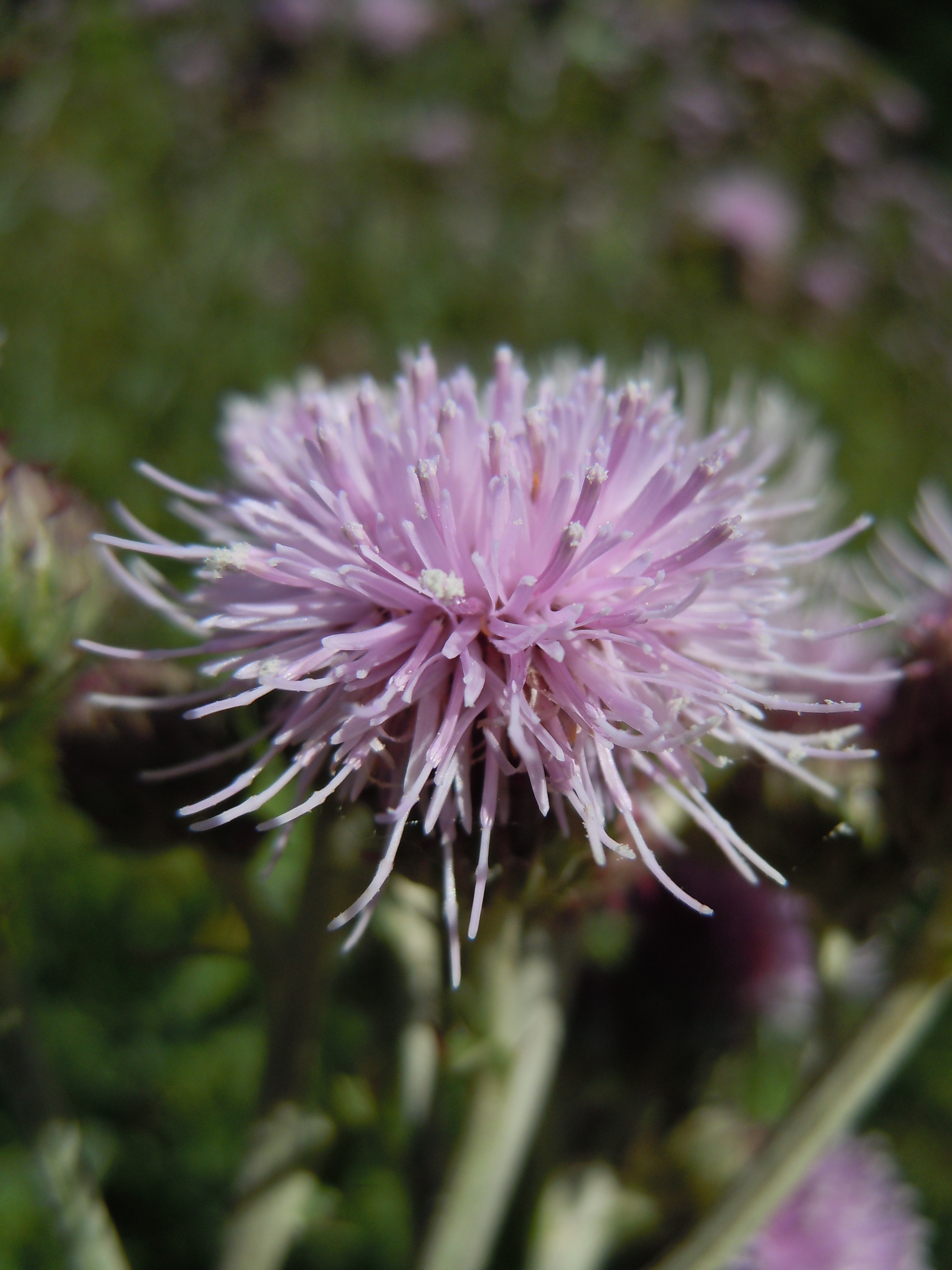
Úbor s kvetoucími květy
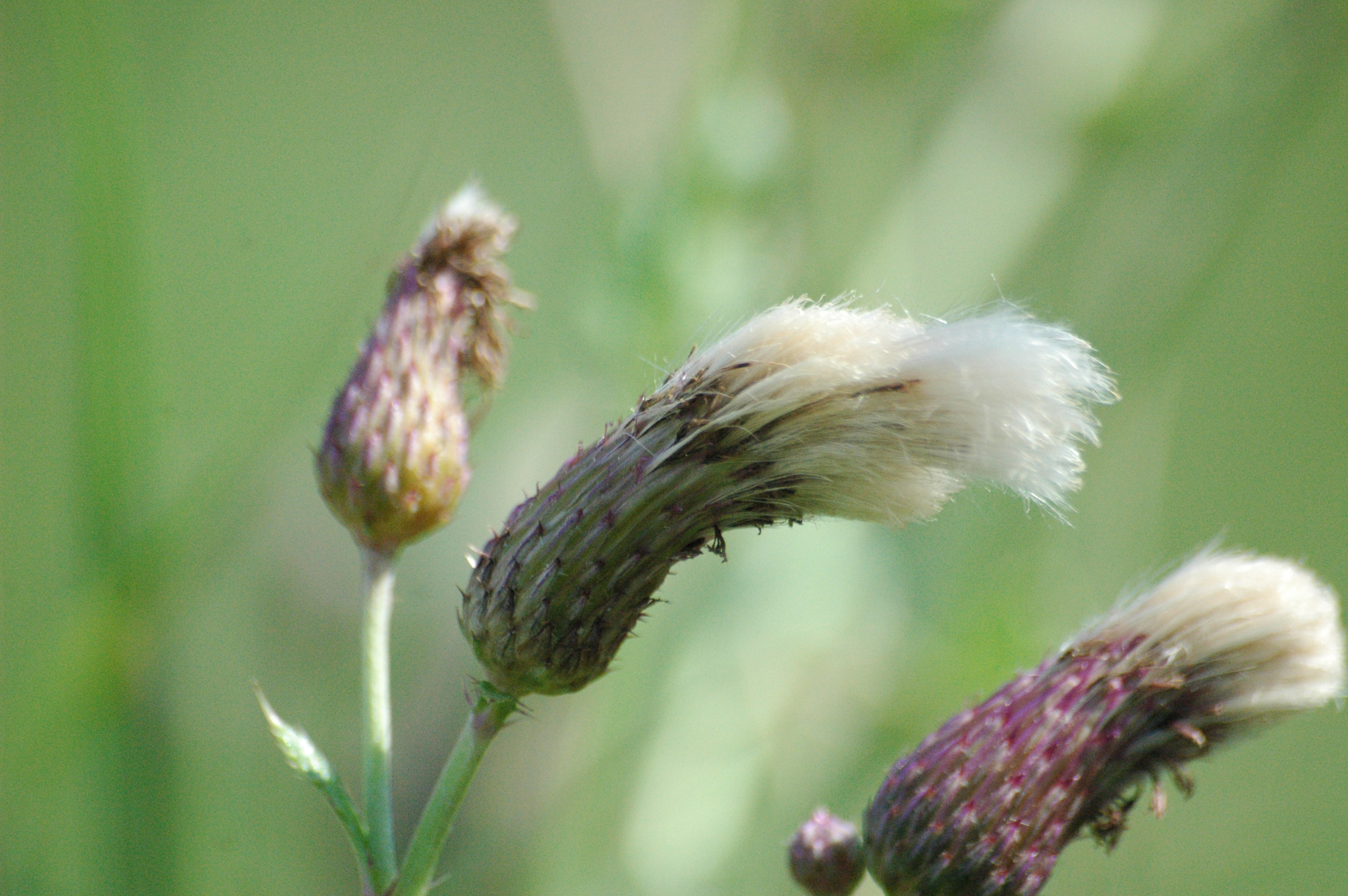
Úbory se zrajícími nažkami
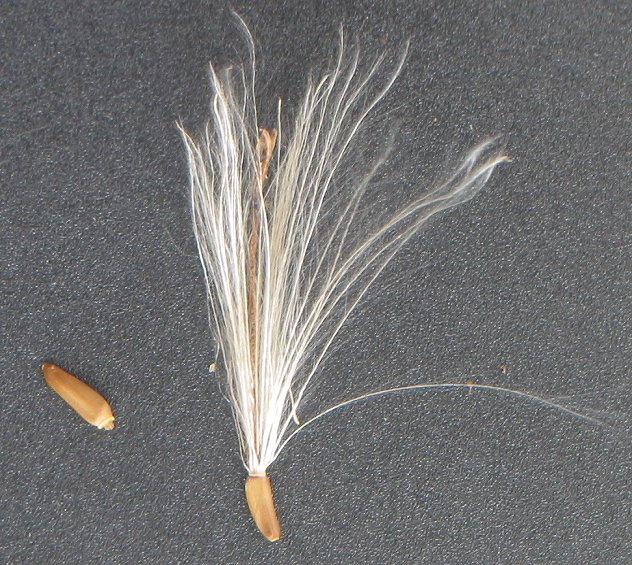
Nažka s chmýrem